# أفوكادو هايهتس (كاليفورنيا)
أفوكادو هايهتس (بالإنجليزية: Avocado Heights CDP, California)‏ هي منطقة سكنية تقع بولاية كاليفورنيا في الولايات المتحدة. تبلغ مساحتها 7.36 كم2، وترتفع عن سطح البحر 103 م، بلغ عدد سكانها 15,411 نسمة في عام 2010 حسب إحصاء مكتب تعداد الولايات المتحدة وتصل الكثافة السكانية فيها 2,093.9 نسمة لكل كيلومتر مربع (5,423.2/ميل2).

## التركيبة السكانية
حدّد مكتب تعداد الولايات المتحدة بيانات التركيبة السكانية لأفوكادو هايهتس في تعداد الولايات المتحدة. في ما يلي، التركيبة السكانية حسب تعدادي 2000 و2010.

### تعداد عام 2000
بلغ عدد سكان أفوكادو هايهتس 15,148 نسمة بحسب تعداد عام 2000، وبلغ عدد الأسر 3,758 أسرة وعدد العائلات 3,282 عائلة مقيمة في المنطقة السكنية. في حين سجلت الكثافة السكانية 2,058.2 نسمة لكل كيلومتر مربع (5,330.7/ميل2). وبلغ عدد الوحدات السكنية 3,839 وحدة بمتوسط كثافة قدره 521.6 لكل كيلومتر مربع (1,350.9/ميل2).
وتوزع التركيب العرقي للمنطقة السكنية بنسبة 51.43% من البيض و1.47% من الأمريكيين الأفارقة و1.16% من الأمريكيين الأصليين و9.12% من الأمريكيين ذوي الأصول الآسيوية و0.11% من سكان جزر المحيط الهادئ و33.06% من الأعراق الأخرى و3.66% من عرقين مختلطين أو أكثر و77.74% من الهسبانيون أو اللاتينيون من أي عرق.
بلغ عدد الأسر 3,758 أسرة كانت نسبة 55.5% منها لديها أطفال تحت سن الثامنة عشر تعيش معهم، وبلغت نسبة الأزواج القاطنين مع بعضهم البعض 66% من أصل المجموع الكلي للأسر، ونسبة 14.2% من الأسر كان لديها معيلات من الإناث دون وجود شريك، بينما كانت نسبة 7.1% من الأسر لديها معيلون من الذكور دون وجود شريكة وكانت نسبة 12.7% من غير العائلات. تألفت نسبة 9.7% من أصل جميع الأسر من عدة أفراد يعيشون في نفس المنزل ونسبة 3.8% كانت تتألف من شخص يعيش بمفرده يبلغ من العمر 65 عاماً أو أكثر. وبلغ متوسط حجم الأسرة المعيشية 4.00، أما متوسط حجم العائلات فبلغ 4.16.
بلغ العمر الوسطي للسكان 30.4 عاماً. وكانت نسبة 30.8% من القاطنين تحت سن الثامنة عشر، وكانت نسبة 10.6% بين الثامنة عشر والرابعة والعشرين عاماً، ونسبة 29.3% كانت واقعةً في الفئة العمرية ما بين الخامسة والعشرين والرابعة والأربعين عاماً، ونسبة 19.9% كانت ما بين الخامسة والأربعين والرابعة والستين، ونسبة 8.7% كانت ضمن فئة الخامسة والستين عاماً فما فوق. يوجد لكل 100 أنثى 99.0 ذكر، ويوجد لكل 100 أنثى في الثامنة عشر من عمرها فما فوق 97.3 ذكر.
بلغ متوسط دخل الأسرة في المنطقة السكنية 48,712 دولارًا، أما متوسط دخل العائلة فبلغ 48,939 دولارًا. وكان متوسط دخل الذكور 30,837 دولارًا مقابل 26,481 دولارًا للإناث. وسجل دخل الفرد الخاص بالمنطقة السكنية 14,570 دولارًا. وكانت نسبة 13.2% من العائلات ونسبة 16.3% من السكان تحت خط الفقر، وكان من هؤلاء نسبة 22.1% تحت سن الثامنة عشر ونسبة 9.8% في الخامسة والستين من العمر وما فوق.

### تعداد عام 2010
بلغ عدد سكان أفوكادو هايهتس 15,411 نسمة بحسب تعداد عام 2010، وبلغ عدد الأسر 3,813 أسرة وعدد العائلات 3,304 عائلة مقيمة في المنطقة السكنية. في حين سجلت الكثافة السكانية 2,093.9 نسمة لكل كيلومتر مربع (5,423.2/ميل2). وبلغ عدد الوحدات السكنية 3,922 وحدة بمتوسط كثافة قدره 532.9 لكل كيلومتر مربع (1,380.2/ميل2).
وتوزع التركيب العرقي للمنطقة السكنية بنسبة 55.57% من البيض و0.88% من الأمريكيين الأفارقة و0.69% من الأمريكيين الأصليين و8.82% من الأمريكيين ذوي الأصول الآسيوية و0.08% من سكان جزر المحيط الهادئ و30.67% من الأعراق الأخرى و3.28% من عرقين مختلطين أو أكثر و82.07% من الهسبانيون أو اللاتينيون من أي عرق.
بلغ عدد الأسر 3,813 أسرة كانت نسبة 49.8% منها لديها أطفال تحت سن الثامنة عشر تعيش معهم، وبلغت نسبة الأزواج القاطنين مع بعضهم البعض 61.7% من أصل المجموع الكلي للأسر، ونسبة 16.3% من الأسر كان لديها معيلات من الإناث دون وجود شريك، بينما كانت نسبة 8.7% من الأسر لديها معيلون من الذكور دون وجود شريكة وكانت نسبة 13.3% من غير العائلات. تألفت نسبة 9.7% من أصل جميع الأسر من عدة أفراد يعيشون في نفس المنزل ونسبة 4.7% كانت تتألف من شخص يعيش بمفرده يبلغ من العمر 65 عاماً أو أكثر. وبلغ متوسط حجم الأسرة المعيشية 4.02، أما متوسط حجم العائلات فبلغ 4.16.
بلغ العمر الوسطي للسكان 33.7 عاماً. وكانت نسبة 27.3% من القاطنين تحت سن الثامنة عشر، وكانت نسبة 10.9% بين الثامنة عشر والرابعة والعشرين عاماً، ونسبة 27.8% كانت واقعةً في الفئة العمرية ما بين الخامسة والعشرين والرابعة والأربعين عاماً، ونسبة 23.2% كانت ما بين الخامسة والأربعين والرابعة والستين، ونسبة 10.9% كانت ضمن فئة الخامسة والستين عاماً فما فوق. وتوزع التركيب الجنسي للسكان بنسبة 49.6% ذكور و50.4% إناث.